# Periciazin
Periciazin, neuroleptikum. Varunamn för ämnet är Neulactil.
Synonym: Neuleptil.
Neulactil avregistrerades helt 1997 enligt FASS.
Ett neuroleptikum med stark /+++/ sedativ verkan och mindre /+/ antipsykotisk verkan. Används vid svåra psykoser och andra svåra mentala störningar och vid beteendestörningar hos psykiskt utvecklingsstörda.